# Quemedice
Quemedice is een geslacht van spinnen uit de  familie van de Sparassidae (jachtkrabspinnen).

## Soorten
- Quemedice enigmaticus Mello-Leitão, 1942
- Quemedice piracuruca Rheims, Labarque & Ramírez, 2008